# Peter Unruh
Peter Unruh (* 18. September 1965 in Peine) ist ein deutscher Rechtswissenschaftler, Hochschullehrer und Präsident des Landeskirchenamtes der Evangelisch-Lutherischen Kirche in Norddeutschland. 

## Leben
Peter Unruh studierte von 1984 bis 1989 Rechtswissenschaften an der Georg-August-Universität Göttingen. Dort wurde er 1993 nach Betreuung durch Ralf Dreier mit einer Dissertation zur Staatsphilosophie Immanuel Kants promoviert. Sein Referendariat absolvierte er von 1993 bis 1995 am Oberlandesgericht Hamburg. Von 1995 bis 2001 war er als Wissenschaftlicher Mitarbeiter an der Universität Göttingen tätig. Im Jahr 2001 folgte seine Habilitation aufgrund einer Arbeit zum Verfassungsbegriff des Grundgesetzes. Ihm wurde die Lehrberechtigung für die Fächer Öffentliches Recht, Europarecht und Rechtsphilosophie zuerkannt.
2005 trat Unruh in den Dienst der damaligen Nordelbischen Evangelisch-Lutherischen Kirche und leitete das Rechtsdezernat im Nordelbischen Kirchenamt in Kiel. Im Zuge der Bildung der Evangelisch-Lutherischen Kirche in Norddeutschland wurde er im September 2012 Präsident des Landeskirchenamtes mit Sitz in Kiel und einer Außenstelle in Schwerin. Als Präsident ist er beratendes Mitglied der Kirchenleitung und nimmt beratend an den Tagungen der Landessynode teil. Er ist verantwortlich für die Pflege der Beziehungen zu EKD, VELKD und UEK sowie  zwischen Kirche und Staat.
Zugleich ist er seit Mai 2005 außerplanmäßiger Professor für Öffentliches Recht, Europarecht und Rechtsphilosophie an der Universität Göttingen. Er ist Mitglied der Vereinigung der Deutschen Staatsrechtslehrer und Mitherausgeber der Zeitschrift für evangelisches Kirchenrecht.
Peter Unruh ist verheiratet und hat zwei Kinder. Die Familie lebt in Heikendorf bei Kiel.

## Veröffentlichungen
- Die Herrschaft der Vernunft. Zur Staatsphilosophie Immanuel Kants. Baden-Baden: Nomos 1993, zugl.: Göttingen, Univ., Diss., 1992/93, ISBN 978-3-78903187-8 (= Studien zur Rechtsphilosophie und Rechtstheorie, 5); 2. Auflage 2016, ISBN 978-3-8487-2222-8.
- Der Verfassungsbegriff des Grundgesetzes. Eine verfassungstheoretische Rekonstruktion. Tübingen: Mohr Siebeck 2002, zugl.: Göttingen, Univ., Habil.-Schr., 2000/2001, ISBN 978-3-16-147696-9 (= Jus publicum, 82).
- mit Annette Göhres, Ulrich Stenzel (Hrsg.): Bischöfinnen und Bischöfe in Nordelbien 1924–2008. Kiel: Lutherische Verlagsgesellschaft 2008, ISBN 978-3-87503-131-7.
- Weimarer Staatsrechtslehre und Grundgesetz. Ein verfassungstheoretischer Vergleich. Berlin: Duncker und Humblot 2004, ISBN 978-3-428-11450-4 (= Schriften zur Verfassungsgeschichte, 68).
- Religionsverfassungsrecht. Baden-Baden: Nomos 2009, ISBN 978-3-8329-4698-2  (= Nomos Lehrbuch).

2. Auflage 2012, 3. Auflage 2015, 4. Auflage 2018, ISBN 978-3-8487-3867-0.
- Reformation – Staat – Religion. Zur Grundlegung und Aktualität der reformatorischen Unterscheidung von Geistlichem und Weltlichem. Tübingen: Mohr Siebeck 2017, ISBN 978-3-16-155217-5.